# 72 Pułk Artylerii Przeciwpancernej

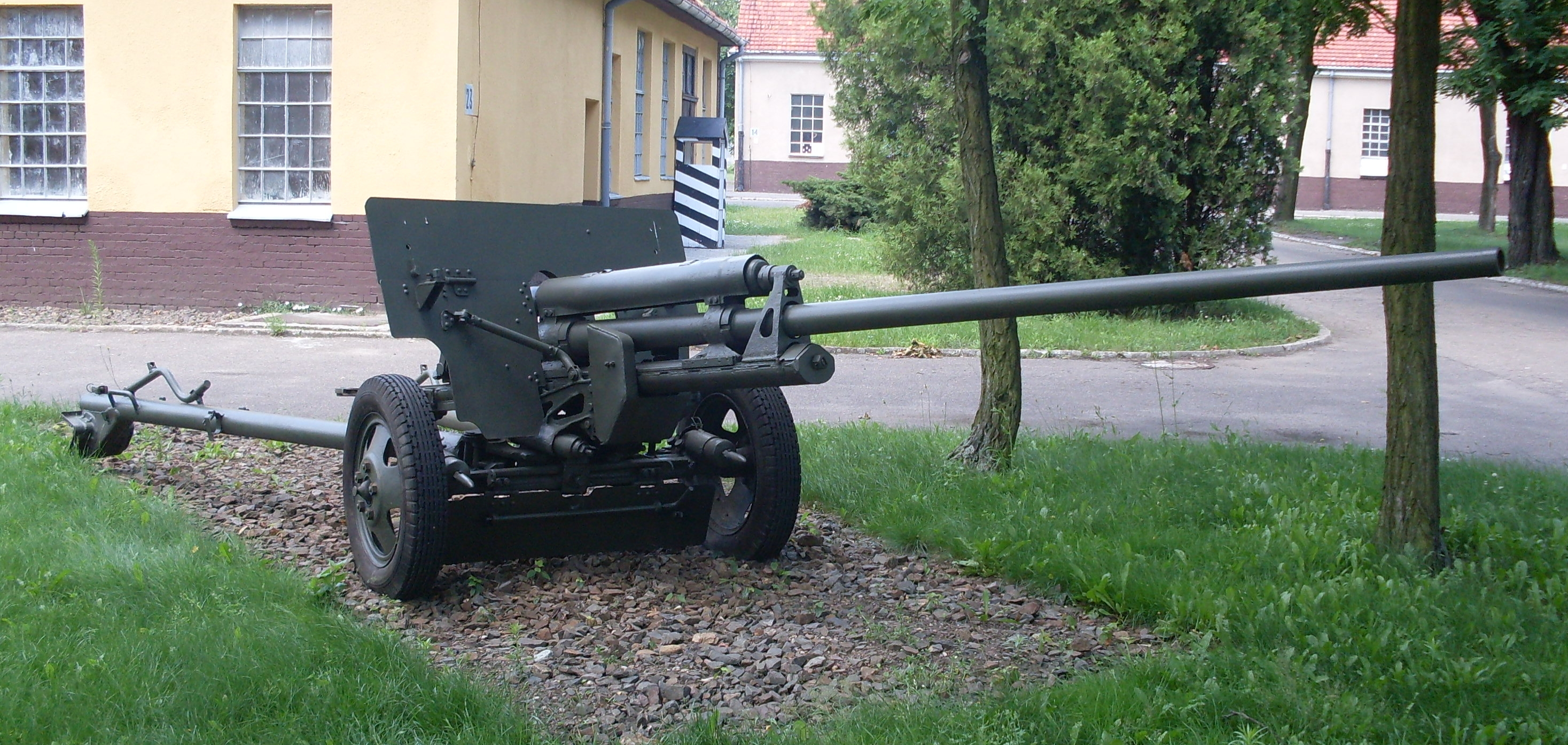
Armata przeciwpancerna wz. 1943 ZIS-2

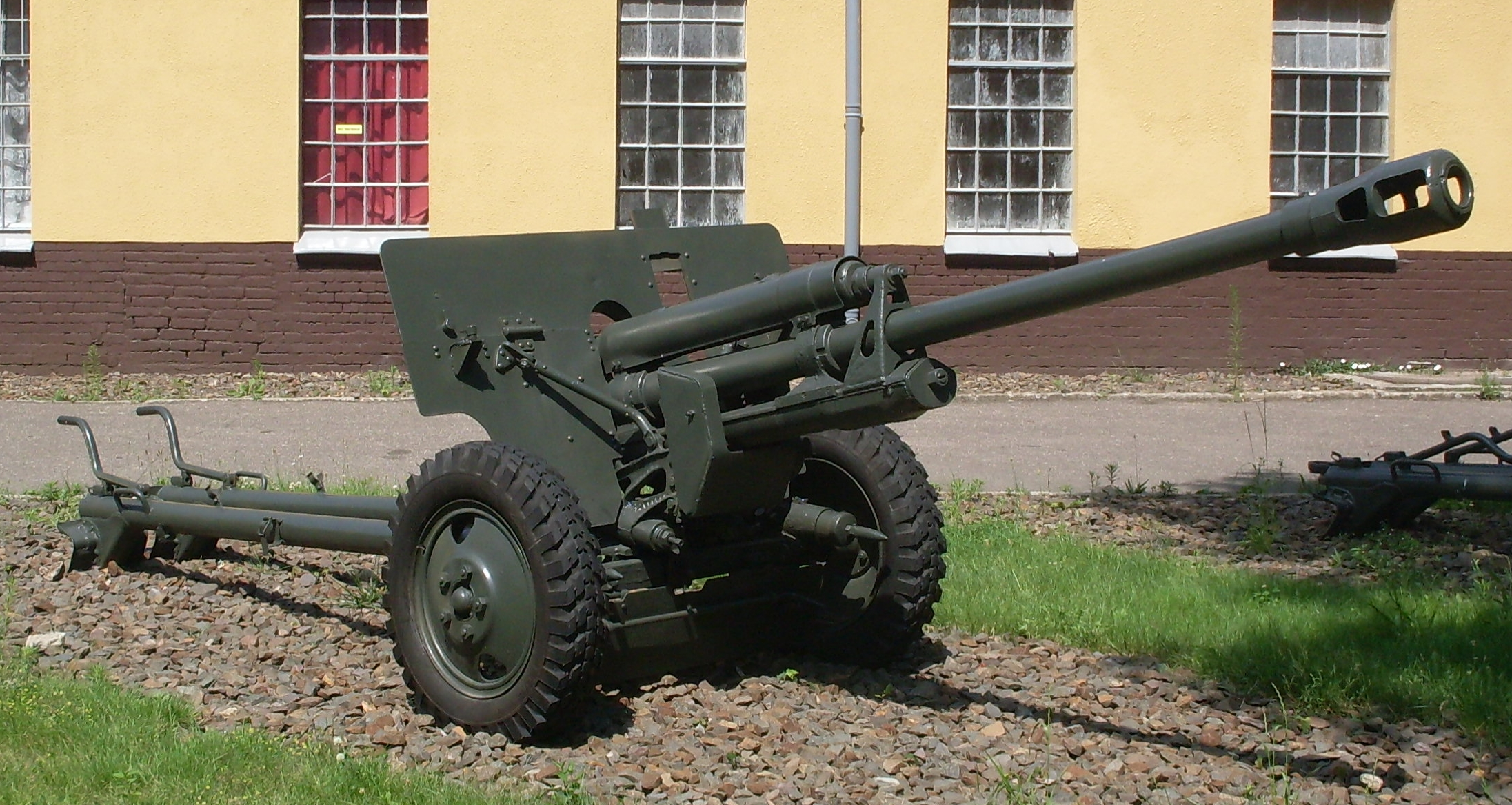
Armata dywizyjna wz. 1942 ZIS-3

72 pułk artylerii przeciwpancernej – pułk artylerii ludowego Wojska Polskiego.

## Formowanie i zmiany organizacyjne
Sformowany pod Chełmem na podstawie rozkazu Naczelnego Dowództwa Wojska Polskiego nr 8 z 20 sierpnia 1944.
Przysięgę żołnierze pułku złożyli 31 października 1944 w Chełmie.

## Dowództwo pułu
- dowódca – mjr Aleksander Krasilnikow
- zastępca do spraw polityczno-wychowawczych – ppor. Aleksander Boguszewski
- zastępca do spraw liniowych – mjr Gajbowicz
- szef sztabu – kpt. Wadim Cornestalew

## Działania bojowe
Pułk wchodził w skład 9 Brygady Artylerii Przeciwpancernej z 2 Armii Wojska Polskiego.
Działania bojowe rozpoczął podczas forsowania Nysy Łużyckiej wspierając 38 pułk piechoty.
Walczył pod Odernitz oraz w okrążeniu pod Diehsą i Grosseohrsdorfem.
Szlak bojowy pułk zakończył 10 maja 1945 pod Rumburgiem.
|  |